# Francesco Giuseppe di Nassau-Weilburg
Francesco Giuseppe di Nassau-Weilburg (nome completo in tedesco Franz Joseph Wilhelm; Biebrich, 30 gennaio 1859 – Vienna, 2 aprile 1875) è stato un principe tedesco.

## Biografia

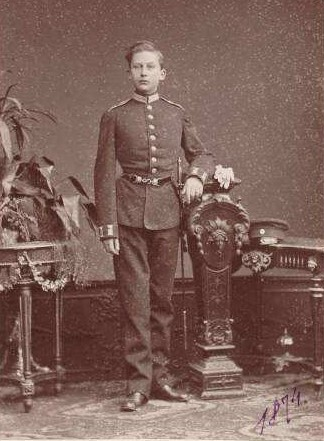
Il principe Franzi nel 1874

Il principe Francesco Giuseppe nacque a Biebrich nel 1859, come quarto dei cinque figli del duca Adolfo e di Adelaide Maria di Anhalt-Dessau.
Sedicenne, morì a Vienna a causa della scarlattina nel periodo del suo addestramento militare.
Venne tumulato nella cripta principesca del castello di Weilburg.

## Ascendenza
|                                       |                           |                                  | Genitori                                        |  |  | Nonni |  |  | Bisnonni                              |  |  | Trisnonni                          |  |
|                                       |                           |                                  |                                                 |  |  |       |  |  | Federico Guglielmo di Nassau-Weilburg |  |  | Carlo Cristiano di Nassau-Weilburg |  |
|                                       |                           |                                  |                                                 |  |  |       |  |  | Federico Guglielmo di Nassau-Weilburg |  |  | Carlo Cristiano di Nassau-Weilburg |  |
|                                       |                           | Carolina d'Orange-Nassau         |                                                 |  |  |       |  |  | Federico Guglielmo di Nassau-Weilburg |  |  |                                    |  |
| Guglielmo di Nassau                   |                           |                                  |                                                 |  |  |       |  |  | Federico Guglielmo di Nassau-Weilburg |  |  |                                    |  |
|                                       |                           | Luisa Isabella di Kirchberg      | Guglielmo Giorgio di Kirchberg                  |  |  |       |  |  |                                       |  |  |                                    |  |
|                                       |                           | Luisa Isabella di Kirchberg      | Guglielmo Giorgio di Kirchberg                  |  |  |       |  |  |                                       |  |  |                                    |  |
|                                       |                           | Luisa Isabella di Kirchberg      | Isabella Augusta di Reuss-Greiz                 |  |  |       |  |  |                                       |  |  |                                    |  |
| Adolfo di Lussemburgo                 |                           | Luisa Isabella di Kirchberg      |                                                 |  |  |       |  |  |                                       |  |  |                                    |  |
|                                       |                           | Federico di Sassonia-Altenburg   | Ernesto Federico III di Sassonia-Hildburghausen |  |  |       |  |  |                                       |  |  |                                    |  |
|                                       |                           | Federico di Sassonia-Altenburg   | Ernesto Federico III di Sassonia-Hildburghausen |  |  |       |  |  |                                       |  |  |                                    |  |
|                                       |                           | Federico di Sassonia-Altenburg   | Ernestina Augusta di Sassonia-Weimar            |  |  |       |  |  |                                       |  |  |                                    |  |
| Luisa di Sassonia-Hildburghausen      |                           | Federico di Sassonia-Altenburg   |                                                 |  |  |       |  |  |                                       |  |  |                                    |  |
|                                       |                           | Carlotta di Meclemburgo-Strelitz | Carlo II di Meclemburgo-Strelitz                |  |  |       |  |  |                                       |  |  |                                    |  |
|                                       |                           | Carlotta di Meclemburgo-Strelitz | Carlo II di Meclemburgo-Strelitz                |  |  |       |  |  |                                       |  |  |                                    |  |
|                                       |                           | Carlotta di Meclemburgo-Strelitz | Federica d'Assia-Darmstadt                      |  |  |       |  |  |                                       |  |  |                                    |  |
| Francesco Giuseppe di Nassau-Weilburg |                           | Carlotta di Meclemburgo-Strelitz |                                                 |  |  |       |  |  |                                       |  |  |                                    |  |
|                                       | Federico di Anhalt-Dessau | Leopoldo III di Anhalt-Dessau    |                                                 |  |  |       |  |  |                                       |  |  |                                    |  |
|                                       | Federico di Anhalt-Dessau | Leopoldo III di Anhalt-Dessau    |                                                 |  |  |       |  |  |                                       |  |  |                                    |  |
|                                       | Federico di Anhalt-Dessau | Luisa di Brandeburgo-Schwedt     |                                                 |  |  |       |  |  |                                       |  |  |                                    |  |
| Federico Augusto di Anhalt-Dessau     | Federico di Anhalt-Dessau |                                  |                                                 |  |  |       |  |  |                                       |  |  |                                    |  |
|                                       |                           | Amalia d'Assia-Homburg           | Federico V d'Assia-Homburg                      |  |  |       |  |  |                                       |  |  |                                    |  |
|                                       |                           | Amalia d'Assia-Homburg           | Federico V d'Assia-Homburg                      |  |  |       |  |  |                                       |  |  |                                    |  |
|                                       |                           | Amalia d'Assia-Homburg           | Carolina d'Assia-Darmstadt                      |  |  |       |  |  |                                       |  |  |                                    |  |
| Adelaide Maria di Anhalt-Dessau       |                           | Amalia d'Assia-Homburg           |                                                 |  |  |       |  |  |                                       |  |  |                                    |  |
|                                       |                           | Guglielmo d'Assia-Kassel         | Federico d'Assia-Kassel                         |  |  |       |  |  |                                       |  |  |                                    |  |
|                                       |                           | Guglielmo d'Assia-Kassel         | Federico d'Assia-Kassel                         |  |  |       |  |  |                                       |  |  |                                    |  |
|                                       |                           | Guglielmo d'Assia-Kassel         | Carolina di Nassau-Usingen                      |  |  |       |  |  |                                       |  |  |                                    |  |
| Maria Luisa Carlotta d'Assia-Kassel   |                           | Guglielmo d'Assia-Kassel         |                                                 |  |  |       |  |  |                                       |  |  |                                    |  |
|                                       |                           | Luisa Carlotta di Danimarca      | Federico di Danimarca                           |  |  |       |  |  |                                       |  |  |                                    |  |
|                                       |                           | Luisa Carlotta di Danimarca      | Federico di Danimarca                           |  |  |       |  |  |                                       |  |  |                                    |  |
|                                       |                           | Luisa Carlotta di Danimarca      | Giuliana Maria di Brunswick-Lüneburg            |  |  |       |  |  |                                       |  |  |                                    |  |
|                                       |                           | Luisa Carlotta di Danimarca      |                                                 |  |  |       |  |  |                                       |  |  |                                    |  |